# Lista di asteroidi (154001-155000)
Di seguito una lista di asteroidi dal numero 154001 al 155000 con data di scoperta e scopritore.

## 154001-154100
| Nome                 | Designazione provvisoria | Data di scoperta | Scopritore                     |
| -------------------- | ------------------------ | ---------------- | ------------------------------ |
| 154001 -             | 2002 AY187               | 9 gennaio 2002   | NEAT                           |
| 154002 -             | 2002 AD193               | 12 gennaio 2002  | NEAT                           |
| 154003 -             | 2002 AL197               | 14 gennaio 2002  | LINEAR                         |
| 154004 Haolei        | 2002 AW205               | 13 gennaio 2002  | Sloan Digital Sky Survey       |
| 154005 Hughharris    | 2002 AU206               | 13 gennaio 2002  | Sloan Digital Sky Survey       |
| 154006 Suzannehawley | 2002 AD207               | 13 gennaio 2002  | Sloan Digital Sky Survey       |
| 154007 -             | 2002 BY                  | 19 gennaio 2002  | LINEAR                         |
| 154008 -             | 2002 BU7                 | 18 gennaio 2002  | LINEAR                         |
| 154009 -             | 2002 BE16                | 19 gennaio 2002  | Spacewatch                     |
| 154010 -             | 2002 BZ18                | 21 gennaio 2002  | LINEAR                         |
| 154011 -             | 2002 BC19                | 21 gennaio 2002  | LINEAR                         |
| 154012 -             | 2002 BX22                | 23 gennaio 2002  | LINEAR                         |
| 154013 -             | 2002 BP24                | 23 gennaio 2002  | LINEAR                         |
| 154014 -             | 2002 BC28                | 18 gennaio 2002  | Asiago-DLR Asteroid Survey     |
| 154015 -             | 2002 BU28                | 19 gennaio 2002  | LONEOS                         |
| 154016 -             | 2002 BL29                | 20 gennaio 2002  | LONEOS                         |
| 154017 -             | 2002 BE30                | 21 gennaio 2002  | NEAT                           |
| 154018 -             | 2002 BS30                | 23 gennaio 2002  | LINEAR                         |
| 154019 -             | 2002 CZ9                 | 6 febbraio 2002  | NEAT                           |
| 154020 -             | 2002 CA10                | 6 febbraio 2002  | NEAT                           |
| 154021 -             | 2002 CM27                | 6 febbraio 2002  | LINEAR                         |
| 154022 -             | 2002 CX28                | 6 febbraio 2002  | LINEAR                         |
| 154023 -             | 2002 CN29                | 6 febbraio 2002  | LINEAR                         |
| 154024 -             | 2002 CZ31                | 6 febbraio 2002  | LINEAR                         |
| 154025 -             | 2002 CJ37                | 7 febbraio 2002  | LINEAR                         |
| 154026 -             | 2002 CW38                | 7 febbraio 2002  | LINEAR                         |
| 154027 -             | 2002 CU42                | 12 febbraio 2002 | Juels, C. W., Holvorcem, P. R. |
| 154028 -             | 2002 CV42                | 12 febbraio 2002 | Juels, C. W., Holvorcem, P. R. |
| 154029 -             | 2002 CY46                | 11 febbraio 2002 | LINEAR                         |
| 154030 -             | 2002 CT48                | 3 febbraio 2002  | NEAT                           |
| 154031 -             | 2002 CM49                | 3 febbraio 2002  | NEAT                           |
| 154032 -             | 2002 CA54                | 7 febbraio 2002  | LINEAR                         |
| 154033 -             | 2002 CJ57                | 7 febbraio 2002  | LINEAR                         |
| 154034 -             | 2002 CF58                | 7 febbraio 2002  | Spacewatch                     |
| 154035 -             | 2002 CV59                | 12 febbraio 2002 | Spacewatch                     |
| 154036 -             | 2002 CL69                | 7 febbraio 2002  | LINEAR                         |
| 154037 -             | 2002 CW69                | 7 febbraio 2002  | LINEAR                         |
| 154038 -             | 2002 CY73                | 7 febbraio 2002  | LINEAR                         |
| 154039 -             | 2002 CY79                | 7 febbraio 2002  | LINEAR                         |
| 154040 -             | 2002 CH80                | 7 febbraio 2002  | LINEAR                         |
| 154041 -             | 2002 CK86                | 7 febbraio 2002  | LINEAR                         |
| 154042 -             | 2002 CK90                | 7 febbraio 2002  | LINEAR                         |
| 154043 -             | 2002 CD91                | 7 febbraio 2002  | LINEAR                         |
| 154044 -             | 2002 CZ93                | 7 febbraio 2002  | LINEAR                         |
| 154045 -             | 2002 CD98                | 7 febbraio 2002  | LINEAR                         |
| 154046 -             | 2002 CX104               | 7 febbraio 2002  | LINEAR                         |
| 154047 -             | 2002 CG116               | 13 febbraio 2002 | Yeung, W. K. Y.                |
| 154048 -             | 2002 CL119               | 7 febbraio 2002  | LINEAR                         |
| 154049 -             | 2002 CQ119               | 7 febbraio 2002  | LINEAR                         |
| 154050 -             | 2002 CR120               | 7 febbraio 2002  | LINEAR                         |
| 154051 -             | 2002 CQ121               | 7 febbraio 2002  | LINEAR                         |
| 154052 -             | 2002 CX122               | 7 febbraio 2002  | LINEAR                         |
| 154053 -             | 2002 CX129               | 7 febbraio 2002  | LINEAR                         |
| 154054 -             | 2002 CP148               | 10 febbraio 2002 | LINEAR                         |
| 154055 -             | 2002 CW150               | 10 febbraio 2002 | LINEAR                         |
| 154056 -             | 2002 CN161               | 8 febbraio 2002  | LINEAR                         |
| 154057 -             | 2002 CW161               | 8 febbraio 2002  | LINEAR                         |
| 154058 -             | 2002 CX161               | 8 febbraio 2002  | LINEAR                         |
| 154059 -             | 2002 CA168               | 8 febbraio 2002  | LINEAR                         |
| 154060 -             | 2002 CK170               | 8 febbraio 2002  | LINEAR                         |
| 154061 -             | 2002 CO175               | 10 febbraio 2002 | LINEAR                         |
| 154062 -             | 2002 CR175               | 10 febbraio 2002 | LINEAR                         |
| 154063 -             | 2002 CV176               | 10 febbraio 2002 | LINEAR                         |
| 154064 -             | 2002 CB182               | 10 febbraio 2002 | LINEAR                         |
| 154065 -             | 2002 CG182               | 10 febbraio 2002 | LINEAR                         |
| 154066 -             | 2002 CV187               | 10 febbraio 2002 | LINEAR                         |
| 154067 -             | 2002 CR190               | 10 febbraio 2002 | LINEAR                         |
| 154068 -             | 2002 CG192               | 10 febbraio 2002 | LINEAR                         |
| 154069 -             | 2002 CX197               | 10 febbraio 2002 | LINEAR                         |
| 154070 -             | 2002 CK198               | 10 febbraio 2002 | LINEAR                         |
| 154071 -             | 2002 CS198               | 10 febbraio 2002 | LINEAR                         |
| 154072 -             | 2002 CV200               | 10 febbraio 2002 | LINEAR                         |
| 154073 -             | 2002 CH208               | 10 febbraio 2002 | LINEAR                         |
| 154074 -             | 2002 CN209               | 10 febbraio 2002 | LINEAR                         |
| 154075 -             | 2002 CZ212               | 10 febbraio 2002 | LINEAR                         |
| 154076 -             | 2002 CG222               | 11 febbraio 2002 | LINEAR                         |
| 154077 -             | 2002 CV222               | 11 febbraio 2002 | LINEAR                         |
| 154078 -             | 2002 CO223               | 11 febbraio 2002 | LINEAR                         |
| 154079 -             | 2002 CJ224               | 11 febbraio 2002 | LINEAR                         |
| 154080 -             | 2002 CS225               | 7 febbraio 2002  | NEAT                           |
| 154081 -             | 2002 CY225               | 3 febbraio 2002  | NEAT                           |
| 154082 -             | 2002 CA227               | 6 febbraio 2002  | NEAT                           |
| 154083 -             | 2002 CQ227               | 6 febbraio 2002  | NEAT                           |
| 154084 -             | 2002 CD233               | 11 febbraio 2002 | LINEAR                         |
| 154085 -             | 2002 CD237               | 10 febbraio 2002 | LINEAR                         |
| 154086 -             | 2002 CL237               | 10 febbraio 2002 | LINEAR                         |
| 154087 -             | 2002 CC241               | 11 febbraio 2002 | LINEAR                         |
| 154088 -             | 2002 CE248               | 15 febbraio 2002 | LINEAR                         |
| 154089 -             | 2002 CD279               | 7 febbraio 2002  | LINEAR                         |
| 154090 -             | 2002 CE284               | 9 febbraio 2002  | Spacewatch                     |
| 154091 -             | 2002 CK285               | 10 febbraio 2002 | LINEAR                         |
| 154092 -             | 2002 CP285               | 10 febbraio 2002 | Spacewatch                     |
| 154093 -             | 2002 CB289               | 10 febbraio 2002 | Spacewatch                     |
| 154094 -             | 2002 CS299               | 12 febbraio 2002 | Spacewatch                     |
| 154095 -             | 2002 CS309               | 10 febbraio 2002 | LINEAR                         |
| 154096 -             | 2002 DE                  | 16 febbraio 2002 | Kušnirák, P., Pravec, P.       |
| 154097 -             | 2002 DX6                 | 20 febbraio 2002 | Spacewatch                     |
| 154098 -             | 2002 DK13                | 16 febbraio 2002 | NEAT                           |
| 154099 -             | 2002 DN16                | 20 febbraio 2002 | LINEAR                         |
| 154100 -             | 2002 DR16                | 20 febbraio 2002 | LINEAR                         |

## 154101-154200
| Nome           | Designazione provvisoria | Data di scoperta | Scopritore                  |
| -------------- | ------------------------ | ---------------- | --------------------------- |
| 154101 -       | 2002 DW17                | 20 febbraio 2002 | Spacewatch                  |
| 154102 -       | 2002 DY17                | 20 febbraio 2002 | LINEAR                      |
| 154103 -       | 2002 EX3                 | 10 marzo 2002    | Asiago-DLR Asteroid Survey  |
| 154104 -       | 2002 EG4                 | 10 marzo 2002    | Asiago-DLR Asteroid Survey  |
| 154105 -       | 2002 EW4                 | 10 marzo 2002    | Asiago-DLR Asteroid Survey  |
| 154106 -       | 2002 EK8                 | 7 marzo 2002     | Asiago-DLR Asteroid Survey  |
| 154107 -       | 2002 EL10                | 15 marzo 2002    | Uppsala-DLR Asteroid Survey |
| 154108 -       | 2002 EJ16                | 6 marzo 2002     | NEAT                        |
| 154109 -       | 2002 EW23                | 5 marzo 2002     | Spacewatch                  |
| 154110 -       | 2002 EP24                | 5 marzo 2002     | Spacewatch                  |
| 154111 -       | 2002 EH31                | 9 marzo 2002     | LINEAR                      |
| 154112 -       | 2002 EA34                | 11 marzo 2002    | NEAT                        |
| 154113 -       | 2002 EW34                | 11 marzo 2002    | NEAT                        |
| 154114 -       | 2002 EN39                | 9 marzo 2002     | LINEAR                      |
| 154115 -       | 2002 EE40                | 9 marzo 2002     | LINEAR                      |
| 154116 -       | 2002 EJ56                | 13 marzo 2002    | LINEAR                      |
| 154117 -       | 2002 EJ58                | 13 marzo 2002    | LINEAR                      |
| 154118 -       | 2002 EH61                | 13 marzo 2002    | LINEAR                      |
| 154119 -       | 2002 EN61                | 13 marzo 2002    | LINEAR                      |
| 154120 -       | 2002 EZ67                | 13 marzo 2002    | LINEAR                      |
| 154121 -       | 2002 EL72                | 13 marzo 2002    | LINEAR                      |
| 154122 -       | 2002 EO77                | 11 marzo 2002    | Spacewatch                  |
| 154123 -       | 2002 EA82                | 13 marzo 2002    | NEAT                        |
| 154124 -       | 2002 ER82                | 13 marzo 2002    | NEAT                        |
| 154125 -       | 2002 EW82                | 13 marzo 2002    | NEAT                        |
| 154126 -       | 2002 EG84                | 9 marzo 2002     | LINEAR                      |
| 154127 -       | 2002 EW84                | 9 marzo 2002     | LINEAR                      |
| 154128 -       | 2002 EJ91                | 12 marzo 2002    | LINEAR                      |
| 154129 -       | 2002 EA94                | 14 marzo 2002    | LINEAR                      |
| 154130 -       | 2002 EP97                | 12 marzo 2002    | LINEAR                      |
| 154131 -       | 2002 EK102               | 6 marzo 2002     | CSS                         |
| 154132 -       | 2002 EL107               | 9 marzo 2002     | LONEOS                      |
| 154133 -       | 2002 EM107               | 9 marzo 2002     | LONEOS                      |
| 154134 -       | 2002 ET111               | 9 marzo 2002     | CSS                         |
| 154135 -       | 2002 EC113               | 10 marzo 2002    | Spacewatch                  |
| 154136 -       | 2002 ES121               | 12 marzo 2002    | Spacewatch                  |
| 154137 -       | 2002 ET122               | 12 marzo 2002    | LONEOS                      |
| 154138 -       | 2002 EZ122               | 12 marzo 2002    | LONEOS                      |
| 154139 -       | 2002 EZ138               | 12 marzo 2002    | NEAT                        |
| 154140 -       | 2002 EY151               | 15 marzo 2002    | NEAT                        |
| 154141 Kertész | 2002 EJ160               | 12 marzo 2002    | Sárneczky, K.               |
| 154142 -       | 2002 FW                  | 18 marzo 2002    | Yeung, W. K. Y.             |
| 154143 -       | 2002 FJ2                 | 19 marzo 2002    | Yeung, W. K. Y.             |
| 154144 -       | 2002 FA5                 | 20 marzo 2002    | LINEAR                      |
| 154145 -       | 2002 FX5                 | 22 marzo 2002    | Eskridge                    |
| 154146 -       | 2002 FR11                | 16 marzo 2002    | NEAT                        |
| 154147 -       | 2002 FY34                | 20 marzo 2002    | Spacewatch                  |
| 154148 -       | 2002 FZ37                | 30 marzo 2002    | NEAT                        |
| 154149 -       | 2002 GS1                 | 5 aprile 2002    | Eskridge                    |
| 154150 -       | 2002 GP3                 | 8 aprile 2002    | NEAT                        |
| 154151 -       | 2002 GQ3                 | 8 aprile 2002    | NEAT                        |
| 154152 -       | 2002 GX3                 | 4 aprile 2002    | NEAT                        |
| 154153 -       | 2002 GS4                 | 10 aprile 2002   | LINEAR                      |
| 154154 -       | 2002 GB11                | 10 aprile 2002   | LINEAR                      |
| 154155 -       | 2002 GS11                | 14 aprile 2002   | Yeung, W. K. Y.             |
| 154156 -       | 2002 GY12                | 14 aprile 2002   | LINEAR                      |
| 154157 -       | 2002 GW21                | 14 aprile 2002   | LINEAR                      |
| 154158 -       | 2002 GO35                | 2 aprile 2002    | Spacewatch                  |
| 154159 -       | 2002 GB39                | 3 aprile 2002    | NEAT                        |
| 154160 -       | 2002 GG46                | 2 aprile 2002    | NEAT                        |
| 154161 -       | 2002 GV48                | 4 aprile 2002    | NEAT                        |
| 154162 -       | 2002 GE56                | 5 aprile 2002    | NEAT                        |
| 154163 -       | 2002 GZ56                | 8 aprile 2002    | NEAT                        |
| 154164 -       | 2002 GV60                | 8 aprile 2002    | NEAT                        |
| 154165 -       | 2002 GR65                | 8 aprile 2002    | NEAT                        |
| 154166 -       | 2002 GC66                | 8 aprile 2002    | NEAT                        |
| 154167 -       | 2002 GD66                | 8 aprile 2002    | NEAT                        |
| 154168 -       | 2002 GH67                | 8 aprile 2002    | NEAT                        |
| 154169 -       | 2002 GQ67                | 8 aprile 2002    | Spacewatch                  |
| 154170 -       | 2002 GH68                | 8 aprile 2002    | LINEAR                      |
| 154171 -       | 2002 GM68                | 8 aprile 2002    | LINEAR                      |
| 154172 -       | 2002 GA75                | 9 aprile 2002    | NEAT                        |
| 154173 -       | 2002 GL78                | 9 aprile 2002    | LINEAR                      |
| 154174 -       | 2002 GH86                | 10 aprile 2002   | LINEAR                      |
| 154175 -       | 2002 GS99                | 10 aprile 2002   | LINEAR                      |
| 154176 -       | 2002 GQ102               | 10 aprile 2002   | LINEAR                      |
| 154177 -       | 2002 GR105               | 11 aprile 2002   | LONEOS                      |
| 154178 -       | 2002 GW105               | 11 aprile 2002   | LONEOS                      |
| 154179 -       | 2002 GV106               | 11 aprile 2002   | LONEOS                      |
| 154180 -       | 2002 GP109               | 11 aprile 2002   | NEAT                        |
| 154181 -       | 2002 GW113               | 11 aprile 2002   | LINEAR                      |
| 154182 -       | 2002 GP115               | 11 aprile 2002   | LINEAR                      |
| 154183 -       | 2002 GJ117               | 11 aprile 2002   | LINEAR                      |
| 154184 -       | 2002 GN117               | 11 aprile 2002   | LINEAR                      |
| 154185 -       | 2002 GL121               | 10 aprile 2002   | NEAT                        |
| 154186 -       | 2002 GV121               | 10 aprile 2002   | LINEAR                      |
| 154187 -       | 2002 GC122               | 10 aprile 2002   | LINEAR                      |
| 154188 -       | 2002 GL123               | 10 aprile 2002   | NEAT                        |
| 154189 -       | 2002 GE124               | 12 aprile 2002   | LINEAR                      |
| 154190 -       | 2002 GP124               | 12 aprile 2002   | LINEAR                      |
| 154191 -       | 2002 GP129               | 12 aprile 2002   | LINEAR                      |
| 154192 -       | 2002 GT140               | 13 aprile 2002   | NEAT                        |
| 154193 -       | 2002 GV145               | 12 aprile 2002   | NEAT                        |
| 154194 -       | 2002 GZ145               | 12 aprile 2002   | NEAT                        |
| 154195 -       | 2002 GP147               | 13 aprile 2002   | NEAT                        |
| 154196 -       | 2002 GD152               | 12 aprile 2002   | NEAT                        |
| 154197 -       | 2002 GB154               | 12 aprile 2002   | NEAT                        |
| 154198 -       | 2002 GT162               | 14 aprile 2002   | NEAT                        |
| 154199 -       | 2002 GB163               | 14 aprile 2002   | NEAT                        |
| 154200 -       | 2002 GH170               | 9 aprile 2002    | LINEAR                      |

## 154201-154300
| Nome     | Designazione provvisoria | Data di scoperta  | Scopritore      |
| -------- | ------------------------ | ----------------- | --------------- |
| 154201 - | 2002 GQ173               | 10 aprile 2002    | LINEAR          |
| 154202 - | 2002 HK3                 | 16 aprile 2002    | LINEAR          |
| 154203 - | 2002 HD7                 | 18 aprile 2002    | Yeung, W. K. Y. |
| 154204 - | 2002 HL8                 | 18 aprile 2002    | LINEAR          |
| 154205 - | 2002 HX13                | 21 aprile 2002    | LINEAR          |
| 154206 - | 2002 HD16                | 18 aprile 2002    | Spacewatch      |
| 154207 - | 2002 JH5                 | 5 maggio 2002     | Yeung, W. K. Y. |
| 154208 - | 2002 JS21                | 9 maggio 2002     | Yeung, W. K. Y. |
| 154209 - | 2002 JV23                | 8 maggio 2002     | LINEAR          |
| 154210 - | 2002 JD36                | 9 maggio 2002     | LINEAR          |
| 154211 - | 2002 JZ36                | 9 maggio 2002     | LONEOS          |
| 154212 - | 2002 JL37                | 8 maggio 2002     | NEAT            |
| 154213 - | 2002 JO39                | 10 maggio 2002    | Yeung, W. K. Y. |
| 154214 - | 2002 JV39                | 10 maggio 2002    | Yeung, W. K. Y. |
| 154215 - | 2002 JN41                | 8 maggio 2002     | LINEAR          |
| 154216 - | 2002 JR55                | 9 maggio 2002     | LINEAR          |
| 154217 - | 2002 JR60                | 10 maggio 2002    | NEAT            |
| 154218 - | 2002 JL61                | 8 maggio 2002     | LINEAR          |
| 154219 - | 2002 JL62                | 8 maggio 2002     | LINEAR          |
| 154220 - | 2002 JG63                | 9 maggio 2002     | LINEAR          |
| 154221 - | 2002 JS64                | 9 maggio 2002     | LINEAR          |
| 154222 - | 2002 JG73                | 8 maggio 2002     | LINEAR          |
| 154223 - | 2002 JQ76                | 11 maggio 2002    | LINEAR          |
| 154224 - | 2002 JB77                | 11 maggio 2002    | LINEAR          |
| 154225 - | 2002 JF78                | 11 maggio 2002    | LINEAR          |
| 154226 - | 2002 JL88                | 11 maggio 2002    | LINEAR          |
| 154227 - | 2002 JE94                | 11 maggio 2002    | LINEAR          |
| 154228 - | 2002 JQ95                | 11 maggio 2002    | LINEAR          |
| 154229 - | 2002 JN97                | 13 maggio 2002    | LINEAR          |
| 154230 - | 2002 JM98                | 11 maggio 2002    | LINEAR          |
| 154231 - | 2002 JO103               | 10 maggio 2002    | LINEAR          |
| 154232 - | 2002 JC104               | 10 maggio 2002    | LINEAR          |
| 154233 - | 2002 JL109               | 11 maggio 2002    | LINEAR          |
| 154234 - | 2002 JP109               | 11 maggio 2002    | LINEAR          |
| 154235 - | 2002 JZ118               | 5 maggio 2002     | NEAT            |
| 154236 - | 2002 JM122               | 6 maggio 2002     | LINEAR          |
| 154237 - | 2002 JA123               | 6 maggio 2002     | NEAT            |
| 154238 - | 2002 JF123               | 6 maggio 2002     | NEAT            |
| 154239 - | 2002 JW133               | 9 maggio 2002     | LINEAR          |
| 154240 - | 2002 JW139               | 10 maggio 2002    | NEAT            |
| 154241 - | 2002 JD146               | 15 maggio 2002    | LINEAR          |
| 154242 - | 2002 KR2                 | 18 maggio 2002    | NEAT            |
| 154243 - | 2002 KA6                 | 18 maggio 2002    | LINEAR          |
| 154244 - | 2002 KL6                 | 27 maggio 2002    | NEAT            |
| 154245 - | 2002 KA8                 | 29 maggio 2002    | NEAT            |
| 154246 - | 2002 KB8                 | 29 maggio 2002    | NEAT            |
| 154247 - | 2002 KF8                 | 29 maggio 2002    | NEAT            |
| 154248 - | 2002 KE10                | 16 maggio 2002    | LINEAR          |
| 154249 - | 2002 KQ11                | 17 maggio 2002    | NEAT            |
| 154250 - | 2002 KY13                | 21 maggio 2002    | LINEAR          |
| 154251 - | 2002 LB5                 | 4 giugno 2002     | NEAT            |
| 154252 - | 2002 LP5                 | 6 giugno 2002     | Spacewatch      |
| 154253 - | 2002 LH39                | 10 giugno 2002    | LINEAR          |
| 154254 - | 2002 LD40                | 10 giugno 2002    | LINEAR          |
| 154255 - | 2002 LA45                | 5 giugno 2002     | LONEOS          |
| 154256 - | 2002 LV55                | 14 giugno 2002    | LINEAR          |
| 154257 - | 2002 LD56                | 15 giugno 2002    | LINEAR          |
| 154258 - | 2002 NN7                 | 5 luglio 2002     | LINEAR          |
| 154259 - | 2002 NY55                | 12 luglio 2002    | NEAT            |
| 154260 - | 2002 PZ                  | 1 agosto 2002     | LINEAR          |
| 154261 - | 2002 RZ8                 | 4 settembre 2002  | NEAT            |
| 154262 - | 2002 RW12                | 4 settembre 2002  | LONEOS          |
| 154263 - | 2002 RM39                | 5 settembre 2002  | LINEAR          |
| 154264 - | 2002 RP42                | 5 settembre 2002  | LINEAR          |
| 154265 - | 2002 RX91                | 5 settembre 2002  | LINEAR          |
| 154266 - | 2002 RQ100               | 5 settembre 2002  | LINEAR          |
| 154267 - | 2002 RK107               | 5 settembre 2002  | LINEAR          |
| 154268 - | 2002 RM129               | 9 settembre 2002  | NEAT            |
| 154269 - | 2002 SM                  | 16 settembre 2002 | NEAT            |
| 154270 - | 2002 SG5                 | 27 settembre 2002 | NEAT            |
| 154271 - | 2002 SZ17                | 26 settembre 2002 | NEAT            |
| 154272 - | 2002 SE31                | 28 settembre 2002 | NEAT            |
| 154273 - | 2002 SK37                | 29 settembre 2002 | NEAT            |
| 154274 - | 2002 SX38                | 30 settembre 2002 | LINEAR          |
| 154275 - | 2002 SR41                | 30 settembre 2002 | LINEAR          |
| 154276 - | 2002 SY50                | 30 settembre 2002 | LINEAR          |
| 154277 - | 2002 SD56                | 30 settembre 2002 | LINEAR          |
| 154278 - | 2002 TB9                 | 2 ottobre 2002    | LINEAR          |
| 154279 - | 2002 TO38                | 2 ottobre 2002    | LINEAR          |
| 154280 - | 2002 TS39                | 2 ottobre 2002    | LINEAR          |
| 154281 - | 2002 TF42                | 2 ottobre 2002    | LINEAR          |
| 154282 - | 2002 TM46                | 2 ottobre 2002    | LINEAR          |
| 154283 - | 2002 TD52                | 2 ottobre 2002    | LINEAR          |
| 154284 - | 2002 TG52                | 2 ottobre 2002    | LINEAR          |
| 154285 - | 2002 TY54                | 2 ottobre 2002    | LINEAR          |
| 154286 - | 2002 TO81                | 1 ottobre 2002    | NEAT            |
| 154287 - | 2002 TE101               | 4 ottobre 2002    | LINEAR          |
| 154288 - | 2002 TR118               | 3 ottobre 2002    | NEAT            |
| 154289 - | 2002 TY127               | 4 ottobre 2002    | NEAT            |
| 154290 - | 2002 TA208               | 4 ottobre 2002    | LINEAR          |
| 154291 - | 2002 TT249               | 7 ottobre 2002    | LINEAR          |
| 154292 - | 2002 TJ258               | 9 ottobre 2002    | LINEAR          |
| 154293 - | 2002 TF260               | 9 ottobre 2002    | LINEAR          |
| 154294 - | 2002 TG280               | 10 ottobre 2002   | LINEAR          |
| 154295 - | 2002 TT285               | 10 ottobre 2002   | LINEAR          |
| 154296 - | 2002 TG287               | 10 ottobre 2002   | LINEAR          |
| 154297 - | 2002 TW288               | 10 ottobre 2002   | LINEAR          |
| 154298 - | 2002 TH289               | 10 ottobre 2002   | LINEAR          |
| 154299 - | 2002 TF294               | 11 ottobre 2002   | LINEAR          |
| 154300 - | 2002 UO                  | 22 ottobre 2002   | NEAT            |

## 154301-154400
| Nome            | Designazione provvisoria | Data di scoperta | Scopritore                     |
| --------------- | ------------------------ | ---------------- | ------------------------------ |
| 154301 -        | 2002 UZ1                 | 26 ottobre 2002  | NEAT                           |
| 154302 -        | 2002 UQ3                 | 29 ottobre 2002  | Juels, C. W., Holvorcem, P. R. |
| 154303 -        | 2002 UW20                | 28 ottobre 2002  | NEAT                           |
| 154304 -        | 2002 UG32                | 30 ottobre 2002  | NEAT                           |
| 154305 -        | 2002 UM32                | 30 ottobre 2002  | NEAT                           |
| 154306 -        | 2002 UV32                | 30 ottobre 2002  | Uppsala-DLR Asteroid Survey    |
| 154307 -        | 2002 UX48                | 31 ottobre 2002  | LINEAR                         |
| 154308 -        | 2002 VC2                 | 2 novembre 2002  | Spacewatch                     |
| 154309 -        | 2002 VZ5                 | 4 novembre 2002  | NEAT                           |
| 154310 -        | 2002 VZ6                 | 1 novembre 2002  | NEAT                           |
| 154311 -        | 2002 VU16                | 5 novembre 2002  | LINEAR                         |
| 154312 -        | 2002 VX18                | 4 novembre 2002  | NEAT                           |
| 154313 -        | 2002 VF19                | 4 novembre 2002  | NEAT                           |
| 154314 -        | 2002 VB20                | 4 novembre 2002  | Spacewatch                     |
| 154315 -        | 2002 VO20                | 5 novembre 2002  | LONEOS                         |
| 154316 -        | 2002 VM22                | 5 novembre 2002  | LINEAR                         |
| 154317 -        | 2002 VW22                | 5 novembre 2002  | LINEAR                         |
| 154318 -        | 2002 VM23                | 5 novembre 2002  | LINEAR                         |
| 154319 -        | 2002 VM27                | 5 novembre 2002  | NEAT                           |
| 154320 -        | 2002 VO28                | 5 novembre 2002  | LONEOS                         |
| 154321 -        | 2002 VE34                | 5 novembre 2002  | LINEAR                         |
| 154322 -        | 2002 VF45                | 5 novembre 2002  | LINEAR                         |
| 154323 -        | 2002 VP47                | 5 novembre 2002  | LINEAR                         |
| 154324 -        | 2002 VS48                | 5 novembre 2002  | LINEAR                         |
| 154325 -        | 2002 VW63                | 6 novembre 2002  | LONEOS                         |
| 154326 -        | 2002 VP64                | 6 novembre 2002  | NEAT                           |
| 154327 -        | 2002 VP65                | 7 novembre 2002  | LINEAR                         |
| 154328 -        | 2002 VM80                | 7 novembre 2002  | LINEAR                         |
| 154329 -        | 2002 VA92                | 12 novembre 2002 | LINEAR                         |
| 154330 -        | 2002 VX94                | 14 novembre 2002 | NEAT                           |
| 154331 -        | 2002 VF95                | 14 novembre 2002 | LINEAR                         |
| 154332 -        | 2002 VO97                | 12 novembre 2002 | LINEAR                         |
| 154333 -        | 2002 VW97                | 12 novembre 2002 | LINEAR                         |
| 154334 -        | 2002 VW101               | 11 novembre 2002 | LINEAR                         |
| 154335 -        | 2002 VH105               | 12 novembre 2002 | LINEAR                         |
| 154336 -        | 2002 VA112               | 13 novembre 2002 | LINEAR                         |
| 154337 -        | 2002 VV121               | 13 novembre 2002 | NEAT                           |
| 154338 -        | 2002 VJ126               | 12 novembre 2002 | LINEAR                         |
| 154339 -        | 2002 WM                  | 18 novembre 2002 | NEAT                           |
| 154340 -        | 2002 WN1                 | 23 novembre 2002 | NEAT                           |
| 154341 -        | 2002 WQ1                 | 23 novembre 2002 | NEAT                           |
| 154342 -        | 2002 WK7                 | 24 novembre 2002 | NEAT                           |
| 154343 -        | 2002 WT9                 | 24 novembre 2002 | NEAT                           |
| 154344 -        | 2002 WN10                | 24 novembre 2002 | NEAT                           |
| 154345 -        | 2002 WS18                | 29 novembre 2002 | Ball, L.                       |
| 154346 -        | 2002 XP                  | 1 dicembre 2002  | LINEAR                         |
| 154347 -        | 2002 XK4                 | 4 dicembre 2002  | LINEAR                         |
| 154348 -        | 2002 XB14                | 1 dicembre 2002  | NEAT                           |
| 154349 -        | 2002 XH17                | 5 dicembre 2002  | Spacewatch                     |
| 154350 -        | 2002 XX18                | 5 dicembre 2002  | LINEAR                         |
| 154351 -        | 2002 XG24                | 5 dicembre 2002  | LINEAR                         |
| 154352 -        | 2002 XB26                | 5 dicembre 2002  | LINEAR                         |
| 154353 -        | 2002 XF26                | 6 dicembre 2002  | LINEAR                         |
| 154354 -        | 2002 XP26                | 3 dicembre 2002  | NEAT                           |
| 154355 -        | 2002 XU32                | 6 dicembre 2002  | LINEAR                         |
| 154356 -        | 2002 XE36                | 5 dicembre 2002  | LINEAR                         |
| 154357 -        | 2002 XO44                | 7 dicembre 2002  | LINEAR                         |
| 154358 -        | 2002 XM47                | 9 dicembre 2002  | Yeung, W. K. Y.                |
| 154359 -        | 2002 XZ48                | 10 dicembre 2002 | LINEAR                         |
| 154360 -        | 2002 XU54                | 10 dicembre 2002 | NEAT                           |
| 154361 -        | 2002 XH55                | 10 dicembre 2002 | NEAT                           |
| 154362 -        | 2002 XV58                | 11 dicembre 2002 | LINEAR                         |
| 154363 -        | 2002 XB61                | 10 dicembre 2002 | LINEAR                         |
| 154364 -        | 2002 XM62                | 11 dicembre 2002 | LINEAR                         |
| 154365 -        | 2002 XS63                | 11 dicembre 2002 | LINEAR                         |
| 154366 -        | 2002 XS68                | 11 dicembre 2002 | LINEAR                         |
| 154367 -        | 2002 XE71                | 10 dicembre 2002 | LINEAR                         |
| 154368 -        | 2002 XJ72                | 11 dicembre 2002 | LINEAR                         |
| 154369 -        | 2002 XX77                | 11 dicembre 2002 | LINEAR                         |
| 154370 -        | 2002 XY78                | 11 dicembre 2002 | LINEAR                         |
| 154371 -        | 2002 XR83                | 13 dicembre 2002 | NEAT                           |
| 154372 -        | 2002 XM84                | 12 dicembre 2002 | NEAT                           |
| 154373 -        | 2002 XQ84                | 11 dicembre 2002 | LINEAR                         |
| 154374 -        | 2002 XK85                | 11 dicembre 2002 | LINEAR                         |
| 154375 -        | 2002 XO86                | 11 dicembre 2002 | LINEAR                         |
| 154376 -        | 2002 XC110               | 6 dicembre 2002  | LINEAR                         |
| 154377 -        | 2002 XC113               | 6 dicembre 2002  | LINEAR                         |
| 154378 Hennessy | 2002 XR115               | 14 dicembre 2002 | Sloan Digital Sky Survey       |
| 154379 -        | 2002 YD8                 | 28 dicembre 2002 | Spacewatch                     |
| 154380 -        | 2002 YJ17                | 31 dicembre 2002 | LINEAR                         |
| 154381 -        | 2002 YN26                | 31 dicembre 2002 | LINEAR                         |
| 154382 -        | 2002 YS26                | 31 dicembre 2002 | LINEAR                         |
| 154383 -        | 2002 YA27                | 31 dicembre 2002 | LINEAR                         |
| 154384 -        | 2002 YG29                | 31 dicembre 2002 | LINEAR                         |
| 154385 -        | 2003 AS6                 | 2 gennaio 2003   | Spacewatch                     |
| 154386 -        | 2003 AU9                 | 4 gennaio 2003   | LINEAR                         |
| 154387 -        | 2003 AQ11                | 1 gennaio 2003   | LINEAR                         |
| 154388 -        | 2003 AH17                | 5 gennaio 2003   | LINEAR                         |
| 154389 -        | 2003 AT18                | 3 gennaio 2003   | Spacewatch                     |
| 154390 -        | 2003 AE19                | 4 gennaio 2003   | LINEAR                         |
| 154391 -        | 2003 AQ20                | 5 gennaio 2003   | LINEAR                         |
| 154392 -        | 2003 AR28                | 4 gennaio 2003   | LINEAR                         |
| 154393 -        | 2003 AV28                | 4 gennaio 2003   | LINEAR                         |
| 154394 -        | 2003 AC30                | 4 gennaio 2003   | LINEAR                         |
| 154395 -        | 2003 AG30                | 4 gennaio 2003   | LINEAR                         |
| 154396 -        | 2003 AT33                | 5 gennaio 2003   | LINEAR                         |
| 154397 -        | 2003 AE38                | 7 gennaio 2003   | LINEAR                         |
| 154398 -        | 2003 AL40                | 7 gennaio 2003   | LINEAR                         |
| 154399 -        | 2003 AP41                | 7 gennaio 2003   | LINEAR                         |
| 154400 -        | 2003 AG50                | 5 gennaio 2003   | LINEAR                         |

## 154401-154500
| Nome            | Designazione provvisoria | Data di scoperta | Scopritore     |
| --------------- | ------------------------ | ---------------- | -------------- |
| 154401 -        | 2003 AP52                | 5 gennaio 2003   | LINEAR         |
| 154402 -        | 2003 AB53                | 5 gennaio 2003   | LINEAR         |
| 154403 -        | 2003 AM54                | 5 gennaio 2003   | LINEAR         |
| 154404 -        | 2003 AU56                | 5 gennaio 2003   | LINEAR         |
| 154405 -        | 2003 AK57                | 5 gennaio 2003   | LINEAR         |
| 154406 -        | 2003 AX58                | 5 gennaio 2003   | LINEAR         |
| 154407 -        | 2003 AB59                | 5 gennaio 2003   | LINEAR         |
| 154408 -        | 2003 AJ75                | 10 gennaio 2003  | LINEAR         |
| 154409 -        | 2003 AN75                | 10 gennaio 2003  | LINEAR         |
| 154410 -        | 2003 AY77                | 10 gennaio 2003  | LINEAR         |
| 154411 -        | 2003 AR82                | 11 gennaio 2003  | LINEAR         |
| 154412 -        | 2003 AX82                | 8 gennaio 2003   | Bickel, W.     |
| 154413 -        | 2003 BQ8                 | 26 gennaio 2003  | LONEOS         |
| 154414 -        | 2003 BH12                | 26 gennaio 2003  | LONEOS         |
| 154415 -        | 2003 BQ19                | 26 gennaio 2003  | NEAT           |
| 154416 -        | 2003 BF21                | 27 gennaio 2003  | LONEOS         |
| 154417 -        | 2003 BO25                | 26 gennaio 2003  | NEAT           |
| 154418 -        | 2003 BR26                | 26 gennaio 2003  | LONEOS         |
| 154419 -        | 2003 BH27                | 26 gennaio 2003  | LONEOS         |
| 154420 -        | 2003 BB31                | 27 gennaio 2003  | LINEAR         |
| 154421 -        | 2003 BO33                | 27 gennaio 2003  | NEAT           |
| 154422 -        | 2003 BO36                | 27 gennaio 2003  | LINEAR         |
| 154423 -        | 2003 BW40                | 28 gennaio 2003  | LINEAR         |
| 154424 -        | 2003 BM42                | 28 gennaio 2003  | LINEAR         |
| 154425 -        | 2003 BQ44                | 27 gennaio 2003  | LINEAR         |
| 154426 -        | 2003 BE47                | 29 gennaio 2003  | NEAT           |
| 154427 -        | 2003 BC48                | 27 gennaio 2003  | LONEOS         |
| 154428 -        | 2003 BE48                | 27 gennaio 2003  | LONEOS         |
| 154429 -        | 2003 BY49                | 27 gennaio 2003  | LINEAR         |
| 154430 -        | 2003 BX50                | 27 gennaio 2003  | LINEAR         |
| 154431 -        | 2003 BN51                | 27 gennaio 2003  | LINEAR         |
| 154432 -        | 2003 BP51                | 27 gennaio 2003  | LINEAR         |
| 154433 -        | 2003 BE55                | 27 gennaio 2003  | NEAT           |
| 154434 -        | 2003 BC56                | 28 gennaio 2003  | NEAT           |
| 154435 -        | 2003 BO57                | 27 gennaio 2003  | LINEAR         |
| 154436 -        | 2003 BD66                | 30 gennaio 2003  | Spacewatch     |
| 154437 -        | 2003 BX67                | 27 gennaio 2003  | LINEAR         |
| 154438 -        | 2003 BM77                | 30 gennaio 2003  | LONEOS         |
| 154439 -        | 2003 BW77                | 30 gennaio 2003  | LONEOS         |
| 154440 -        | 2003 BO79                | 31 gennaio 2003  | LONEOS         |
| 154441 -        | 2003 BV80                | 30 gennaio 2003  | LONEOS         |
| 154442 -        | 2003 BS82                | 31 gennaio 2003  | LINEAR         |
| 154443 -        | 2003 BX82                | 31 gennaio 2003  | LINEAR         |
| 154444 -        | 2003 BF83                | 31 gennaio 2003  | LINEAR         |
| 154445 -        | 2003 BQ84                | 30 gennaio 2003  | NEAT           |
| 154446 -        | 2003 CY1                 | 1 febbraio 2003  | Spacewatch     |
| 154447 -        | 2003 CZ1                 | 1 febbraio 2003  | LINEAR         |
| 154448 -        | 2003 CT4                 | 1 febbraio 2003  | LINEAR         |
| 154449 -        | 2003 CY5                 | 1 febbraio 2003  | LONEOS         |
| 154450 -        | 2003 CE6                 | 1 febbraio 2003  | LINEAR         |
| 154451 -        | 2003 CN9                 | 2 febbraio 2003  | LINEAR         |
| 154452 -        | 2003 CO10                | 3 febbraio 2003  | LINEAR         |
| 154453 -        | 2003 CJ11                | 3 febbraio 2003  | LONEOS         |
| 154454 -        | 2003 CG12                | 2 febbraio 2003  | NEAT           |
| 154455 -        | 2003 CL12                | 2 febbraio 2003  | NEAT           |
| 154456 -        | 2003 CE18                | 8 febbraio 2003  | LINEAR         |
| 154457 -        | 2003 CK19                | 8 febbraio 2003  | LINEAR         |
| 154458 -        | 2003 CU19                | 8 febbraio 2003  | LINEAR         |
| 154459 -        | 2003 DJ1                 | 21 febbraio 2003 | NEAT           |
| 154460 -        | 2003 DO1                 | 21 febbraio 2003 | NEAT           |
| 154461 -        | 2003 DU5                 | 19 febbraio 2003 | NEAT           |
| 154462 -        | 2003 DC6                 | 22 febbraio 2003 | Spacewatch     |
| 154463 -        | 2003 DL6                 | 24 febbraio 2003 | Gajdoš, S.     |
| 154464 -        | 2003 DU12                | 26 febbraio 2003 | CINEOS         |
| 154465 -        | 2003 DB13                | 22 febbraio 2003 | NEAT           |
| 154466 -        | 2003 DO15                | 26 febbraio 2003 | NEAT           |
| 154467 -        | 2003 DR15                | 27 febbraio 2003 | NEAT           |
| 154468 -        | 2003 DG17                | 28 febbraio 2003 | Klet           |
| 154469 -        | 2003 DR17                | 22 febbraio 2003 | Kessel, J. W.  |
| 154470 -        | 2003 DP19                | 22 febbraio 2003 | NEAT           |
| 154471 -        | 2003 DX20                | 22 febbraio 2003 | NEAT           |
| 154472 -        | 2003 DD24                | 22 febbraio 2003 | NEAT           |
| 154473 -        | 2003 DM24                | 22 febbraio 2003 | Spacewatch     |
| 154474 -        | 2003 EJ2                 | 5 marzo 2003     | LINEAR         |
| 154475 -        | 2003 EU2                 | 5 marzo 2003     | LINEAR         |
| 154476 -        | 2003 EX3                 | 6 marzo 2003     | NEAT           |
| 154477 -        | 2003 EW5                 | 5 marzo 2003     | LINEAR         |
| 154478 -        | 2003 EJ10                | 6 marzo 2003     | LINEAR         |
| 154479 -        | 2003 ET10                | 6 marzo 2003     | LINEAR         |
| 154480 -        | 2003 ED18                | 6 marzo 2003     | LONEOS         |
| 154481 -        | 2003 EB24                | 6 marzo 2003     | LINEAR         |
| 154482 -        | 2003 EX25                | 6 marzo 2003     | LONEOS         |
| 154483 -        | 2003 EO28                | 6 marzo 2003     | LINEAR         |
| 154484 -        | 2003 EB31                | 6 marzo 2003     | NEAT           |
| 154485 -        | 2003 EZ32                | 7 marzo 2003     | LONEOS         |
| 154486 -        | 2003 EJ33                | 7 marzo 2003     | LONEOS         |
| 154487 -        | 2003 EZ35                | 7 marzo 2003     | LONEOS         |
| 154488 -        | 2003 EL36                | 7 marzo 2003     | LONEOS         |
| 154489 -        | 2003 EN51                | 7 marzo 2003     | Tucker, R. A.  |
| 154490 -        | 2003 EQ60                | 15 marzo 2003    | NEAT           |
| 154491 -        | 2003 FM2                 | 24 marzo 2003    | Cordell-Lorenz |
| 154492 -        | 2003 FD4                 | 26 marzo 2003    | NEAT           |
| 154493 Portisch | 2003 FU6                 | 27 marzo 2003    | Sárneczky, K.  |
| 154494 -        | 2003 FL10                | 23 marzo 2003    | Spacewatch     |
| 154495 -        | 2003 FU15                | 23 marzo 2003    | NEAT           |
| 154496 -        | 2003 FK18                | 24 marzo 2003    | Spacewatch     |
| 154497 -        | 2003 FD21                | 23 marzo 2003    | NEAT           |
| 154498 -        | 2003 FT24                | 24 marzo 2003    | Spacewatch     |
| 154499 -        | 2003 FX26                | 24 marzo 2003    | Spacewatch     |
| 154500 -        | 2003 FZ26                | 24 marzo 2003    | Spacewatch     |

## 154501-154600
| Nome                  | Designazione provvisoria | Data di scoperta | Scopritore        |
| --------------------- | ------------------------ | ---------------- | ----------------- |
| 154501 -              | 2003 FR30                | 25 marzo 2003    | NEAT              |
| 154502 -              | 2003 FV30                | 30 marzo 2003    | LINEAR            |
| 154503 -              | 2003 FQ35                | 23 marzo 2003    | Spacewatch        |
| 154504 -              | 2003 FF40                | 24 marzo 2003    | Spacewatch        |
| 154505 -              | 2003 FM41                | 25 marzo 2003    | NEAT              |
| 154506 -              | 2003 FC42                | 30 marzo 2003    | LINEAR            |
| 154507 -              | 2003 FT47                | 24 marzo 2003    | Spacewatch        |
| 154508 -              | 2003 FC49                | 24 marzo 2003    | NEAT              |
| 154509 -              | 2003 FT54                | 25 marzo 2003    | NEAT              |
| 154510 -              | 2003 FZ55                | 26 marzo 2003    | NEAT              |
| 154511 -              | 2003 FG56                | 26 marzo 2003    | NEAT              |
| 154512 -              | 2003 FH56                | 26 marzo 2003    | NEAT              |
| 154513 -              | 2003 FM57                | 26 marzo 2003    | Spacewatch        |
| 154514 -              | 2003 FQ57                | 26 marzo 2003    | NEAT              |
| 154515 -              | 2003 FM62                | 26 marzo 2003    | NEAT              |
| 154516 -              | 2003 FS63                | 26 marzo 2003    | LINEAR            |
| 154517 -              | 2003 FO69                | 26 marzo 2003    | NEAT              |
| 154518 -              | 2003 FM71                | 26 marzo 2003    | Spacewatch        |
| 154519 -              | 2003 FS78                | 27 marzo 2003    | LINEAR            |
| 154520 -              | 2003 FP82                | 27 marzo 2003    | NEAT              |
| 154521 -              | 2003 FW83                | 27 marzo 2003    | CINEOS            |
| 154522 -              | 2003 FL91                | 29 marzo 2003    | LONEOS            |
| 154523 -              | 2003 FF92                | 29 marzo 2003    | LONEOS            |
| 154524 -              | 2003 FV98                | 30 marzo 2003    | LINEAR            |
| 154525 -              | 2003 FZ106               | 27 marzo 2003    | LONEOS            |
| 154526 -              | 2003 FO107               | 30 marzo 2003    | LINEAR            |
| 154527 -              | 2003 FO109               | 31 marzo 2003    | LONEOS            |
| 154528 -              | 2003 FN114               | 31 marzo 2003    | LINEAR            |
| 154529 -              | 2003 FW114               | 31 marzo 2003    | LONEOS            |
| 154530 -              | 2003 FH115               | 31 marzo 2003    | LONEOS            |
| 154531 -              | 2003 FD117               | 24 marzo 2003    | Spacewatch        |
| 154532 -              | 2003 FV120               | 25 marzo 2003    | LONEOS            |
| 154533 -              | 2003 FC121               | 25 marzo 2003    | LONEOS            |
| 154534 -              | 2003 FS127               | 31 marzo 2003    | CSS               |
| 154535 -              | 2003 GH1                 | 1 aprile 2003    | LINEAR            |
| 154536 -              | 2003 GC7                 | 1 aprile 2003    | LINEAR            |
| 154537 -              | 2003 GV7                 | 2 aprile 2003    | NEAT              |
| 154538 -              | 2003 GY8                 | 1 aprile 2003    | LINEAR            |
| 154539 -              | 2003 GM10                | 3 aprile 2003    | LONEOS            |
| 154540 -              | 2003 GF13                | 2 aprile 2003    | NEAT              |
| 154541 -              | 2003 GU14                | 2 aprile 2003    | NEAT              |
| 154542 -              | 2003 GX26                | 4 aprile 2003    | Spacewatch        |
| 154543 -              | 2003 GZ28                | 4 aprile 2003    | Spacewatch        |
| 154544 -              | 2003 GP33                | 4 aprile 2003    | Deep Lens Survey  |
| 154545 -              | 2003 GC35                | 8 aprile 2003    | LINEAR            |
| 154546 -              | 2003 GL36                | 5 aprile 2003    | Spacewatch        |
| 154547 -              | 2003 GC37                | 6 aprile 2003    | LONEOS            |
| 154548 -              | 2003 GP37                | 7 aprile 2003    | LINEAR            |
| 154549 -              | 2003 GK38                | 5 aprile 2003    | LONEOS            |
| 154550 -              | 2003 GT43                | 9 aprile 2003    | LINEAR            |
| 154551 -              | 2003 GC44                | 9 aprile 2003    | LINEAR            |
| 154552 -              | 2003 GX47                | 8 aprile 2003    | LINEAR            |
| 154553 -              | 2003 GO50                | 5 aprile 2003    | Spacewatch        |
| 154554 Heatherelliott | 2003 GC52                | 1 aprile 2003    | Buie, M. W.       |
| 154555 -              | 2003 HA                  | 21 aprile 2003   | LINEAR            |
| 154556 -              | 2003 HZ5                 | 22 aprile 2003   | Kessel, J. W.     |
| 154557 -              | 2003 HB8                 | 24 aprile 2003   | LONEOS            |
| 154558 -              | 2003 HR8                 | 25 aprile 2003   | LONEOS            |
| 154559 -              | 2003 HL10                | 25 aprile 2003   | LONEOS            |
| 154560 -              | 2003 HV11                | 25 aprile 2003   | LONEOS            |
| 154561 -              | 2003 HS16                | 24 aprile 2003   | LONEOS            |
| 154562 -              | 2003 HD19                | 26 aprile 2003   | Spacewatch        |
| 154563 -              | 2003 HS27                | 25 aprile 2003   | Spacewatch        |
| 154564 -              | 2003 HR28                | 26 aprile 2003   | NEAT              |
| 154565 -              | 2003 HO30                | 28 aprile 2003   | LINEAR            |
| 154566 -              | 2003 HR30                | 28 aprile 2003   | NEAT              |
| 154567 -              | 2003 HC31                | 26 aprile 2003   | Spacewatch        |
| 154568 -              | 2003 HG32                | 26 aprile 2003   | LINEAR            |
| 154569 -              | 2003 HF33                | 26 aprile 2003   | Spacewatch        |
| 154570 -              | 2003 HC38                | 28 aprile 2003   | Spacewatch        |
| 154571 -              | 2003 HR40                | 29 aprile 2003   | LINEAR            |
| 154572 -              | 2003 HV40                | 29 aprile 2003   | LINEAR            |
| 154573 -              | 2003 HF41                | 29 aprile 2003   | LINEAR            |
| 154574 -              | 2003 HM44                | 27 aprile 2003   | LONEOS            |
| 154575 -              | 2003 HD49                | 30 aprile 2003   | Spacewatch        |
| 154576 -              | 2003 HV50                | 28 aprile 2003   | LINEAR            |
| 154577 -              | 2003 HD54                | 24 aprile 2003   | LONEOS            |
| 154578 -              | 2003 HL54                | 24 aprile 2003   | LONEOS            |
| 154579 -              | 2003 HF55                | 25 aprile 2003   | Spacewatch        |
| 154580 -              | 2003 HT55                | 23 aprile 2003   | Bergisch Gladbach |
| 154581 -              | 2003 JX3                 | 3 maggio 2003    | Broughton, J.     |
| 154582 -              | 2003 JX7                 | 2 maggio 2003    | LINEAR            |
| 154583 -              | 2003 JC12                | 5 maggio 2003    | Spacewatch        |
| 154584 -              | 2003 KB9                 | 26 maggio 2003   | Spacewatch        |
| 154585 -              | 2003 KW14                | 25 maggio 2003   | Spacewatch        |
| 154586 -              | 2003 KB16                | 28 maggio 2003   | CSS               |
| 154587 Ennico         | 2003 KL22                | 30 maggio 2003   | Buie, M. W.       |
| 154588 -              | 2003 KC34                | 26 maggio 2003   | Spacewatch        |
| 154589 -              | 2003 MX2                 | 25 giugno 2003   | LINEAR            |
| 154590 -              | 2003 MA3                 | 26 giugno 2003   | NEAT              |
| 154591 -              | 2003 MF5                 | 26 giugno 2003   | LINEAR            |
| 154592 -              | 2003 NS1                 | 2 luglio 2003    | LINEAR            |
| 154593 -              | 2003 NK4                 | 3 luglio 2003    | Spacewatch        |
| 154594 -              | 2003 OB                  | 18 luglio 2003   | McNaught, R. H.   |
| 154595 -              | 2003 OZ                  | 20 luglio 2003   | LINEAR            |
| 154596 -              | 2003 OP9                 | 24 luglio 2003   | CINEOS            |
| 154597 -              | 2003 OD16                | 23 luglio 2003   | NEAT              |
| 154598 -              | 2003 OY26                | 24 luglio 2003   | NEAT              |
| 154599 -              | 2003 OY29                | 24 luglio 2003   | NEAT              |
| 154600 -              | 2003 PJ2                 | 2 agosto 2003    | NEAT              |

## 154601-154700
| Nome             | Designazione provvisoria | Data di scoperta  | Scopritore           |
| ---------------- | ------------------------ | ----------------- | -------------------- |
| 154601 -         | 2003 PO2                 | 2 agosto 2003     | NEAT                 |
| 154602 -         | 2003 PV11                | 1 agosto 2003     | LINEAR               |
| 154603 -         | 2003 QV25                | 22 agosto 2003    | NEAT                 |
| 154604 -         | 2003 QM29                | 23 agosto 2003    | Crni Vrh             |
| 154605 -         | 2003 QG34                | 22 agosto 2003    | NEAT                 |
| 154606 -         | 2003 QK45                | 23 agosto 2003    | LINEAR               |
| 154607 -         | 2003 QJ57                | 23 agosto 2003    | LINEAR               |
| 154608 -         | 2003 QE63                | 23 agosto 2003    | LINEAR               |
| 154609 -         | 2003 QF97                | 30 agosto 2003    | Spacewatch           |
| 154610 -         | 2003 QD101               | 28 agosto 2003    | NEAT                 |
| 154611 -         | 2003 RL4                 | 2 settembre 2003  | LINEAR               |
| 154612 -         | 2003 SO37                | 16 settembre 2003 | NEAT                 |
| 154613 -         | 2003 SJ56                | 16 settembre 2003 | LONEOS               |
| 154614 -         | 2003 SN58                | 17 settembre 2003 | LONEOS               |
| 154615 -         | 2003 SG59                | 17 settembre 2003 | LONEOS               |
| 154616 -         | 2003 SX137               | 21 settembre 2003 | LINEAR               |
| 154617 -         | 2003 SU155               | 19 settembre 2003 | LONEOS               |
| 154618 -         | 2003 SZ176               | 18 settembre 2003 | NEAT                 |
| 154619 -         | 2003 SV189               | 23 settembre 2003 | NEAT                 |
| 154620 -         | 2003 ST203               | 22 settembre 2003 | LONEOS               |
| 154621 -         | 2003 SZ204               | 22 settembre 2003 | Spacewatch           |
| 154622 -         | 2003 SD205               | 23 settembre 2003 | NEAT                 |
| 154623 -         | 2003 SU238               | 27 settembre 2003 | LINEAR               |
| 154624 -         | 2003 SS260               | 27 settembre 2003 | Spacewatch           |
| 154625 -         | 2003 SP297               | 18 settembre 2003 | NEAT                 |
| 154626 -         | 2003 SP309               | 27 settembre 2003 | LINEAR               |
| 154627 -         | 2003 UO14                | 16 ottobre 2003   | Spacewatch           |
| 154628 -         | 2003 UA224               | 22 ottobre 2003   | LINEAR               |
| 154629 -         | 2003 UM263               | 27 ottobre 2003   | LINEAR               |
| 154630 -         | 2003 VA10                | 14 novembre 2003  | NEAT                 |
| 154631 -         | 2003 WO25                | 21 novembre 2003  | NEAT                 |
| 154632 -         | 2003 WT151               | 26 novembre 2003  | Spacewatch           |
| 154633 -         | 2003 XT                  | 3 dicembre 2003   | LINEAR               |
| 154634 -         | 2003 XX38                | 4 dicembre 2003   | LINEAR               |
| 154635 -         | 2003 YX                  | 17 dicembre 2003  | LINEAR               |
| 154636 -         | 2003 YB4                 | 16 dicembre 2003  | CSS                  |
| 154637 -         | 2003 YD26                | 18 dicembre 2003  | LINEAR               |
| 154638 -         | 2003 YT79                | 18 dicembre 2003  | LINEAR               |
| 154639 -         | 2003 YJ90                | 19 dicembre 2003  | Spacewatch           |
| 154640 -         | 2003 YW117               | 17 dicembre 2003  | LINEAR               |
| 154641 -         | 2003 YS124               | 28 dicembre 2003  | LINEAR               |
| 154642 -         | 2004 AX10                | 5 gennaio 2004    | LINEAR               |
| 154643 -         | 2004 BN83                | 28 gennaio 2004   | LINEAR               |
| 154644 -         | 2004 BH112               | 26 gennaio 2004   | LONEOS               |
| 154645 -         | 2004 BY116               | 28 gennaio 2004   | CSS                  |
| 154646 -         | 2004 BC122               | 28 gennaio 2004   | CSS                  |
| 154647 -         | 2004 CS49                | 11 febbraio 2004  | LONEOS               |
| 154648 -         | 2004 DN3                 | 19 febbraio 2004  | LINEAR               |
| 154649 -         | 2004 DH25                | 19 febbraio 2004  | LINEAR               |
| 154650 -         | 2004 EA12                | 11 marzo 2004     | NEAT                 |
| 154651 -         | 2004 EP15                | 12 marzo 2004     | NEAT                 |
| 154652 -         | 2004 EP20                | 15 marzo 2004     | LINEAR               |
| 154653 -         | 2004 ES54                | 14 marzo 2004     | NEAT                 |
| 154654 -         | 2004 EG85                | 15 marzo 2004     | LINEAR               |
| 154655 -         | 2004 EZ110               | 15 marzo 2004     | Spacewatch           |
| 154656 -         | 2004 FE3                 | 17 marzo 2004     | LINEAR               |
| 154657 -         | 2004 FE11                | 17 marzo 2004     | Spacewatch           |
| 154658 -         | 2004 FA18                | 27 marzo 2004     | LONEOS               |
| 154659 -         | 2004 FT20                | 16 marzo 2004     | CSS                  |
| 154660 Kavelaars | 2004 FX29                | 29 marzo 2004     | Balam, D. D.         |
| 154661 -         | 2004 FL32                | 30 marzo 2004     | LINEAR               |
| 154662 -         | 2004 FO46                | 17 marzo 2004     | LINEAR               |
| 154663 -         | 2004 FP65                | 19 marzo 2004     | LINEAR               |
| 154664 -         | 2004 FM67                | 20 marzo 2004     | LINEAR               |
| 154665 -         | 2004 FS70                | 17 marzo 2004     | Spacewatch           |
| 154666 -         | 2004 FQ81                | 16 marzo 2004     | LINEAR               |
| 154667 -         | 2004 FW108               | 23 marzo 2004     | Spacewatch           |
| 154668 -         | 2004 FY118               | 22 marzo 2004     | LINEAR               |
| 154669 -         | 2004 FA127               | 27 marzo 2004     | LINEAR               |
| 154670 -         | 2004 FK134               | 26 marzo 2004     | LINEAR               |
| 154671 -         | 2004 FA148               | 16 marzo 2004     | Siding Spring Survey |
| 154672 -         | 2004 GR5                 | 11 aprile 2004    | CSS                  |
| 154673 -         | 2004 GV12                | 11 aprile 2004    | NEAT                 |
| 154674 -         | 2004 GS14                | 13 aprile 2004    | NEAT                 |
| 154675 -         | 2004 GT19                | 15 aprile 2004    | LINEAR               |
| 154676 -         | 2004 GM24                | 13 aprile 2004    | Spacewatch           |
| 154677 -         | 2004 GF30                | 12 aprile 2004    | NEAT                 |
| 154678 -         | 2004 GV33                | 12 aprile 2004    | NEAT                 |
| 154679 -         | 2004 GD37                | 14 aprile 2004    | LONEOS               |
| 154680 -         | 2004 GT37                | 14 aprile 2004    | LONEOS               |
| 154681 -         | 2004 GX37                | 14 aprile 2004    | LONEOS               |
| 154682 -         | 2004 GE49                | 12 aprile 2004    | Spacewatch           |
| 154683 -         | 2004 GK59                | 12 aprile 2004    | LONEOS               |
| 154684 -         | 2004 GO59                | 12 aprile 2004    | Spacewatch           |
| 154685 -         | 2004 GO74                | 15 aprile 2004    | NEAT                 |
| 154686 -         | 2004 GC78                | 9 aprile 2004     | Siding Spring Survey |
| 154687 -         | 2004 HS                  | 17 aprile 2004    | LINEAR               |
| 154688 -         | 2004 HV1                 | 20 aprile 2004    | Yeung, W. K. Y.      |
| 154689 -         | 2004 HF2                 | 16 aprile 2004    | Spacewatch           |
| 154690 -         | 2004 HA6                 | 17 aprile 2004    | LINEAR               |
| 154691 -         | 2004 HF18                | 17 aprile 2004    | LINEAR               |
| 154692 -         | 2004 HL26                | 20 aprile 2004    | LINEAR               |
| 154693 -         | 2004 HR44                | 21 aprile 2004    | LINEAR               |
| 154694 -         | 2004 HW48                | 22 aprile 2004    | Siding Spring Survey |
| 154695 -         | 2004 HD50                | 23 aprile 2004    | LINEAR               |
| 154696 -         | 2004 HX61                | 25 aprile 2004    | LINEAR               |
| 154697 -         | 2004 JY1                 | 10 maggio 2004    | Broughton, J.        |
| 154698 -         | 2004 JQ8                 | 12 maggio 2004    | Siding Spring Survey |
| 154699 -         | 2004 JT8                 | 13 maggio 2004    | LONEOS               |
| 154700 -         | 2004 JP13                | 8 maggio 2004     | NEAT                 |

## 154701-154800
| Nome               | Designazione provvisoria | Data di scoperta | Scopritore           |
| ------------------ | ------------------------ | ---------------- | -------------------- |
| 154701 -           | 2004 JF17                | 12 maggio 2004   | Siding Spring Survey |
| 154702 -           | 2004 JS18                | 13 maggio 2004   | LONEOS               |
| 154703 -           | 2004 JO19                | 13 maggio 2004   | NEAT                 |
| 154704 -           | 2004 JT19                | 13 maggio 2004   | NEAT                 |
| 154705 -           | 2004 JQ22                | 10 maggio 2004   | NEAT                 |
| 154706 -           | 2004 JW23                | 14 maggio 2004   | Spacewatch           |
| 154707 -           | 2004 JR25                | 15 maggio 2004   | LINEAR               |
| 154708 -           | 2004 JW33                | 15 maggio 2004   | LINEAR               |
| 154709 -           | 2004 KR                  | 17 maggio 2004   | LINEAR               |
| 154710 -           | 2004 KR4                 | 18 maggio 2004   | LINEAR               |
| 154711 -           | 2004 KH6                 | 17 maggio 2004   | LINEAR               |
| 154712 -           | 2004 KU8                 | 18 maggio 2004   | LINEAR               |
| 154713 -           | 2004 LA2                 | 10 giugno 2004   | CSS                  |
| 154714 de Schepper | 2004 LU5                 | 6 giugno 2004    | De Cat, P.           |
| 154715 -           | 2004 LB6                 | 13 giugno 2004   | LINEAR               |
| 154716 -           | 2004 LV9                 | 13 giugno 2004   | NEAT                 |
| 154717 -           | 2004 LX9                 | 13 giugno 2004   | NEAT                 |
| 154718 -           | 2004 LG18                | 15 giugno 2004   | Siding Spring Survey |
| 154719 -           | 2004 MV4                 | 22 giugno 2004   | Broughton, J.        |
| 154720 -           | 2004 MJ7                 | 27 giugno 2004   | Broughton, J.        |
| 154721 -           | 2004 MW7                 | 16 giugno 2004   | LONEOS               |
| 154722 -           | 2004 NA                  | 6 luglio 2004    | CINEOS               |
| 154723 -           | 2004 NS                  | 7 luglio 2004    | CINEOS               |
| 154724 -           | 2004 NU                  | 7 luglio 2004    | CINEOS               |
| 154725 -           | 2004 NC2                 | 9 luglio 2004    | Siding Spring Survey |
| 154726 -           | 2004 NO2                 | 10 luglio 2004   | CSS                  |
| 154727 -           | 2004 NR3                 | 12 luglio 2004   | Broughton, J.        |
| 154728 -           | 2004 NM9                 | 9 luglio 2004    | LINEAR               |
| 154729 -           | 2004 NQ9                 | 9 luglio 2004    | LINEAR               |
| 154730 -           | 2004 NW9                 | 9 luglio 2004    | LINEAR               |
| 154731 -           | 2004 NM10                | 9 luglio 2004    | LINEAR               |
| 154732 -           | 2004 NC12                | 11 luglio 2004   | LINEAR               |
| 154733 -           | 2004 NJ12                | 11 luglio 2004   | LINEAR               |
| 154734 -           | 2004 NH14                | 11 luglio 2004   | LINEAR               |
| 154735 -           | 2004 NX15                | 11 luglio 2004   | LINEAR               |
| 154736 -           | 2004 NA16                | 11 luglio 2004   | LINEAR               |
| 154737 -           | 2004 NM16                | 11 luglio 2004   | LINEAR               |
| 154738 -           | 2004 NO18                | 14 luglio 2004   | LINEAR               |
| 154739 -           | 2004 NP21                | 15 luglio 2004   | LINEAR               |
| 154740 -           | 2004 NO23                | 14 luglio 2004   | LINEAR               |
| 154741 -           | 2004 NO27                | 11 luglio 2004   | LINEAR               |
| 154742 -           | 2004 NQ30                | 9 luglio 2004    | LONEOS               |
| 154743 -           | 2004 OJ2                 | 16 luglio 2004   | LINEAR               |
| 154744 -           | 2004 OV2                 | 16 luglio 2004   | LINEAR               |
| 154745 -           | 2004 OT4                 | 16 luglio 2004   | LINEAR               |
| 154746 -           | 2004 OZ4                 | 16 luglio 2004   | LINEAR               |
| 154747 -           | 2004 OM9                 | 19 luglio 2004   | Broughton, J.        |
| 154748 -           | 2004 OS9                 | 20 luglio 2004   | Broughton, J.        |
| 154749 -           | 2004 PV2                 | 3 agosto 2004    | Siding Spring Survey |
| 154750 -           | 2004 PF3                 | 3 agosto 2004    | Siding Spring Survey |
| 154751 -           | 2004 PN3                 | 3 agosto 2004    | Siding Spring Survey |
| 154752 -           | 2004 PL4                 | 5 agosto 2004    | NEAT                 |
| 154753 -           | 2004 PF5                 | 6 agosto 2004    | NEAT                 |
| 154754 -           | 2004 PO9                 | 6 agosto 2004    | CINEOS               |
| 154755 -           | 2004 PT9                 | 6 agosto 2004    | CINEOS               |
| 154756 -           | 2004 PW9                 | 6 agosto 2004    | CINEOS               |
| 154757 -           | 2004 PX9                 | 6 agosto 2004    | CINEOS               |
| 154758 -           | 2004 PL10                | 6 agosto 2004    | CINEOS               |
| 154759 -           | 2004 PX11                | 7 agosto 2004    | NEAT                 |
| 154760 -           | 2004 PS12                | 7 agosto 2004    | NEAT                 |
| 154761 -           | 2004 PR14                | 7 agosto 2004    | NEAT                 |
| 154762 -           | 2004 PD15                | 7 agosto 2004    | NEAT                 |
| 154763 -           | 2004 PJ15                | 7 agosto 2004    | NEAT                 |
| 154764 -           | 2004 PP15                | 7 agosto 2004    | NEAT                 |
| 154765 -           | 2004 PQ18                | 8 agosto 2004    | LONEOS               |
| 154766 -           | 2004 PG19                | 8 agosto 2004    | LONEOS               |
| 154767 -           | 2004 PZ22                | 8 agosto 2004    | LINEAR               |
| 154768 -           | 2004 PO23                | 8 agosto 2004    | LINEAR               |
| 154769 -           | 2004 PM24                | 8 agosto 2004    | LINEAR               |
| 154770 -           | 2004 PB25                | 8 agosto 2004    | LINEAR               |
| 154771 -           | 2004 PH25                | 8 agosto 2004    | LINEAR               |
| 154772 -           | 2004 PK25                | 8 agosto 2004    | LINEAR               |
| 154773 -           | 2004 PC26                | 8 agosto 2004    | LINEAR               |
| 154774 -           | 2004 PK28                | 6 agosto 2004    | NEAT                 |
| 154775 -           | 2004 PL31                | 8 agosto 2004    | LINEAR               |
| 154776 -           | 2004 PF32                | 8 agosto 2004    | LINEAR               |
| 154777 -           | 2004 PO32                | 8 agosto 2004    | LINEAR               |
| 154778 -           | 2004 PO33                | 8 agosto 2004    | LINEAR               |
| 154779 -           | 2004 PQ33                | 8 agosto 2004    | LONEOS               |
| 154780 -           | 2004 PB35                | 8 agosto 2004    | LONEOS               |
| 154781 -           | 2004 PW37                | 9 agosto 2004    | LINEAR               |
| 154782 -           | 2004 PS43                | 6 agosto 2004    | NEAT                 |
| 154783 -           | 2004 PA44                | 7 agosto 2004    | NEAT                 |
| 154784 -           | 2004 PG44                | 7 agosto 2004    | NEAT                 |
| 154785 -           | 2004 PV48                | 8 agosto 2004    | LINEAR               |
| 154786 -           | 2004 PY51                | 8 agosto 2004    | LINEAR               |
| 154787 -           | 2004 PJ53                | 8 agosto 2004    | LINEAR               |
| 154788 -           | 2004 PU53                | 8 agosto 2004    | LINEAR               |
| 154789 -           | 2004 PH60                | 9 agosto 2004    | LONEOS               |
| 154790 -           | 2004 PO62                | 10 agosto 2004   | LINEAR               |
| 154791 -           | 2004 PC65                | 10 agosto 2004   | LINEAR               |
| 154792 -           | 2004 PL67                | 5 agosto 2004    | NEAT                 |
| 154793 -           | 2004 PO68                | 6 agosto 2004    | CINEOS               |
| 154794 -           | 2004 PK69                | 7 agosto 2004    | NEAT                 |
| 154795 -           | 2004 PW70                | 8 agosto 2004    | LINEAR               |
| 154796 -           | 2004 PX74                | 8 agosto 2004    | LONEOS               |
| 154797 -           | 2004 PS76                | 9 agosto 2004    | LINEAR               |
| 154798 -           | 2004 PQ80                | 9 agosto 2004    | Siding Spring Survey |
| 154799 -           | 2004 PN82                | 10 agosto 2004   | LINEAR               |
| 154800 -           | 2004 PZ83                | 10 agosto 2004   | LINEAR               |

## 154801-154900
| Nome               | Designazione provvisoria | Data di scoperta  | Scopritore              |
| ------------------ | ------------------------ | ----------------- | ----------------------- |
| 154801 -           | 2004 PC84                | 10 agosto 2004    | LINEAR                  |
| 154802 -           | 2004 PF85                | 10 agosto 2004    | LINEAR                  |
| 154803 -           | 2004 PS88                | 7 agosto 2004     | NEAT                    |
| 154804 -           | 2004 PY89                | 10 agosto 2004    | LINEAR                  |
| 154805 -           | 2004 PF93                | 12 agosto 2004    | Broughton, J.           |
| 154806 -           | 2004 PH94                | 10 agosto 2004    | LINEAR                  |
| 154807 -           | 2004 PP97                | 15 agosto 2004    | Siding Spring Survey    |
| 154808 -           | 2004 PF104               | 12 agosto 2004    | Siding Spring Survey    |
| 154809 -           | 2004 PW105               | 15 agosto 2004    | Siding Spring Survey    |
| 154810 -           | 2004 PZ106               | 15 agosto 2004    | CINEOS                  |
| 154811 -           | 2004 PK107               | 11 agosto 2004    | LINEAR                  |
| 154812 -           | 2004 PO114               | 10 agosto 2004    | LINEAR                  |
| 154813 -           | 2004 QA                  | 16 agosto 2004    | Ferrando, R.            |
| 154814 -           | 2004 QM2                 | 17 agosto 2004    | LINEAR                  |
| 154815 -           | 2004 QE4                 | 19 agosto 2004    | Siding Spring Survey    |
| 154816 -           | 2004 QR7                 | 22 agosto 2004    | Bickel, W.              |
| 154817 -           | 2004 QX8                 | 19 agosto 2004    | Siding Spring Survey    |
| 154818 -           | 2004 QA9                 | 19 agosto 2004    | Siding Spring Survey    |
| 154819 -           | 2004 QN9                 | 21 agosto 2004    | Siding Spring Survey    |
| 154820 -           | 2004 QU10                | 21 agosto 2004    | Siding Spring Survey    |
| 154821 -           | 2004 QN12                | 21 agosto 2004    | Siding Spring Survey    |
| 154822 -           | 2004 QC21                | 21 agosto 2004    | Spacewatch              |
| 154823 -           | 2004 QX25                | 26 agosto 2004    | CSS                     |
| 154824 -           | 2004 RL4                 | 4 settembre 2004  | NEAT                    |
| 154825 -           | 2004 RL6                 | 5 settembre 2004  | NEAT                    |
| 154826 -           | 2004 RO6                 | 5 settembre 2004  | NEAT                    |
| 154827 -           | 2004 RM7                 | 6 settembre 2004  | NEAT                    |
| 154828 -           | 2004 RT8                 | 6 settembre 2004  | Tucker, R. A.           |
| 154829 -           | 2004 RA9                 | 6 settembre 2004  | Tucker, R. A.           |
| 154830 -           | 2004 RT12                | 3 settembre 2004  | LONEOS                  |
| 154831 -           | 2004 RY13                | 6 settembre 2004  | Siding Spring Survey    |
| 154832 -           | 2004 RE16                | 7 settembre 2004  | Spacewatch              |
| 154833 -           | 2004 RK18                | 7 settembre 2004  | LINEAR                  |
| 154834 -           | 2004 RB26                | 4 settembre 2004  | NEAT                    |
| 154835 -           | 2004 RT27                | 6 settembre 2004  | Siding Spring Survey    |
| 154836 -           | 2004 RS29                | 7 settembre 2004  | LINEAR                  |
| 154837 -           | 2004 RW29                | 7 settembre 2004  | LINEAR                  |
| 154838 -           | 2004 RR30                | 7 settembre 2004  | LINEAR                  |
| 154839 -           | 2004 RC35                | 7 settembre 2004  | LINEAR                  |
| 154840 -           | 2004 RW35                | 7 settembre 2004  | LINEAR                  |
| 154841 -           | 2004 RC36                | 7 settembre 2004  | LINEAR                  |
| 154842 -           | 2004 RA42                | 7 settembre 2004  | Spacewatch              |
| 154843 -           | 2004 RK43                | 8 settembre 2004  | LINEAR                  |
| 154844 -           | 2004 RU44                | 8 settembre 2004  | LINEAR                  |
| 154845 -           | 2004 RS46                | 8 settembre 2004  | LINEAR                  |
| 154846 -           | 2004 RX47                | 8 settembre 2004  | LINEAR                  |
| 154847 -           | 2004 RJ49                | 8 settembre 2004  | LINEAR                  |
| 154848 -           | 2004 RS51                | 8 settembre 2004  | LINEAR                  |
| 154849 -           | 2004 RU51                | 8 settembre 2004  | LINEAR                  |
| 154850 -           | 2004 RH53                | 8 settembre 2004  | LINEAR                  |
| 154851 -           | 2004 RR53                | 8 settembre 2004  | LINEAR                  |
| 154852 -           | 2004 RE61                | 8 settembre 2004  | LINEAR                  |
| 154853 -           | 2004 RF61                | 8 settembre 2004  | LINEAR                  |
| 154854 -           | 2004 RT65                | 8 settembre 2004  | LINEAR                  |
| 154855 -           | 2004 RK66                | 8 settembre 2004  | LINEAR                  |
| 154856 -           | 2004 RD68                | 8 settembre 2004  | LINEAR                  |
| 154857 -           | 2004 RG68                | 8 settembre 2004  | LINEAR                  |
| 154858 -           | 2004 RK69                | 8 settembre 2004  | LINEAR                  |
| 154859 -           | 2004 RN69                | 8 settembre 2004  | LINEAR                  |
| 154860 -           | 2004 RO74                | 8 settembre 2004  | LINEAR                  |
| 154861 -           | 2004 RF82                | 9 settembre 2004  | LINEAR                  |
| 154862 -           | 2004 RG82                | 9 settembre 2004  | LINEAR                  |
| 154863 -           | 2004 RY82                | 9 settembre 2004  | LINEAR                  |
| 154864 -           | 2004 RM83                | 9 settembre 2004  | LINEAR                  |
| 154865 Stefanheutz | 2004 RO84                | 9 settembre 2004  | Ries, W.                |
| 154866 -           | 2004 RE92                | 8 settembre 2004  | LINEAR                  |
| 154867 -           | 2004 RM94                | 8 settembre 2004  | LINEAR                  |
| 154868 -           | 2004 RF101               | 8 settembre 2004  | LINEAR                  |
| 154869 -           | 2004 RO102               | 8 settembre 2004  | LINEAR                  |
| 154870 -           | 2004 RV103               | 8 settembre 2004  | NEAT                    |
| 154871 -           | 2004 RZ105               | 8 settembre 2004  | NEAT                    |
| 154872 -           | 2004 RC106               | 8 settembre 2004  | NEAT                    |
| 154873 -           | 2004 RQ106               | 8 settembre 2004  | NEAT                    |
| 154874 -           | 2004 RN108               | 9 settembre 2004  | Spacewatch              |
| 154875 -           | 2004 RW114               | 7 settembre 2004  | LINEAR                  |
| 154876 -           | 2004 RN117               | 7 settembre 2004  | Spacewatch              |
| 154877 -           | 2004 RA118               | 7 settembre 2004  | LINEAR                  |
| 154878 -           | 2004 RH135               | 7 settembre 2004  | Spacewatch              |
| 154879 -           | 2004 RD140               | 8 settembre 2004  | LINEAR                  |
| 154880 -           | 2004 RL143               | 8 settembre 2004  | LINEAR                  |
| 154881 -           | 2004 RT143               | 8 settembre 2004  | LINEAR                  |
| 154882 -           | 2004 RR144               | 9 settembre 2004  | LINEAR                  |
| 154883 -           | 2004 RM147               | 9 settembre 2004  | LINEAR                  |
| 154884 -           | 2004 RN148               | 9 settembre 2004  | LINEAR                  |
| 154885 -           | 2004 RJ149               | 9 settembre 2004  | LINEAR                  |
| 154886 -           | 2004 RH156               | 10 settembre 2004 | LINEAR                  |
| 154887 -           | 2004 RN163               | 11 settembre 2004 | Siding Spring Survey    |
| 154888 -           | 2004 RC165               | 9 settembre 2004  | De Cat, P., Elst, E. W. |
| 154889 -           | 2004 RB166               | 6 settembre 2004  | Siding Spring Survey    |
| 154890 -           | 2004 RH174               | 10 settembre 2004 | LINEAR                  |
| 154891 -           | 2004 RS176               | 10 settembre 2004 | LINEAR                  |
| 154892 -           | 2004 RH179               | 10 settembre 2004 | LINEAR                  |
| 154893 -           | 2004 RV191               | 10 settembre 2004 | LINEAR                  |
| 154894 -           | 2004 RK217               | 11 settembre 2004 | LINEAR                  |
| 154895 -           | 2004 RO223               | 7 settembre 2004  | Spacewatch              |
| 154896 -           | 2004 RD230               | 9 settembre 2004  | Spacewatch              |
| 154897 -           | 2004 RN232               | 9 settembre 2004  | Spacewatch              |
| 154898 -           | 2004 RS233               | 9 settembre 2004  | Spacewatch              |
| 154899 -           | 2004 RR239               | 10 settembre 2004 | Spacewatch              |
| 154900 -           | 2004 RM241               | 10 settembre 2004 | Spacewatch              |

## 154901-155000
| Nome                | Designazione provvisoria | Data di scoperta  | Scopritore                  |
| ------------------- | ------------------------ | ----------------- | --------------------------- |
| 154901 -            | 2004 RP246               | 10 settembre 2004 | Spacewatch                  |
| 154902 Davidtoth    | 2004 RU247               | 12 settembre 2004 | Jarnac                      |
| 154903 -            | 2004 RY249               | 13 settembre 2004 | LINEAR                      |
| 154904 -            | 2004 RA306               | 12 settembre 2004 | LINEAR                      |
| 154905 -            | 2004 RB306               | 12 settembre 2004 | LINEAR                      |
| 154906 -            | 2004 RH306               | 12 settembre 2004 | LINEAR                      |
| 154907 -            | 2004 RE316               | 15 settembre 2004 | Bickel, W.                  |
| 154908 -            | 2004 RE324               | 13 settembre 2004 | LINEAR                      |
| 154909 -            | 2004 RL326               | 13 settembre 2004 | NEAT                        |
| 154910 -            | 2004 RA337               | 15 settembre 2004 | Spacewatch                  |
| 154911 -            | 2004 RK343               | 15 settembre 2004 | LINEAR                      |
| 154912 -            | 2004 SQ4                 | 17 settembre 2004 | LINEAR                      |
| 154913 -            | 2004 SF6                 | 17 settembre 2004 | Spacewatch                  |
| 154914 -            | 2004 ST8                 | 17 settembre 2004 | LINEAR                      |
| 154915 -            | 2004 SB14                | 17 settembre 2004 | LINEAR                      |
| 154916 -            | 2004 SJ21                | 16 settembre 2004 | Spacewatch                  |
| 154917 -            | 2004 SP22                | 17 settembre 2004 | LINEAR                      |
| 154918 -            | 2004 SF24                | 17 settembre 2004 | Spacewatch                  |
| 154919 -            | 2004 SY29                | 17 settembre 2004 | LINEAR                      |
| 154920 -            | 2004 SQ32                | 17 settembre 2004 | LINEAR                      |
| 154921 -            | 2004 ST32                | 17 settembre 2004 | LINEAR                      |
| 154922 -            | 2004 SW32                | 17 settembre 2004 | LINEAR                      |
| 154923 -            | 2004 SK39                | 17 settembre 2004 | LINEAR                      |
| 154924 -            | 2004 SD40                | 17 settembre 2004 | LINEAR                      |
| 154925 -            | 2004 SK41                | 17 settembre 2004 | Spacewatch                  |
| 154926 -            | 2004 SV47                | 18 settembre 2004 | LINEAR                      |
| 154927 -            | 2004 SK54                | 22 settembre 2004 | LINEAR                      |
| 154928 -            | 2004 SD57                | 16 settembre 2004 | LONEOS                      |
| 154929 -            | 2004 SK61                | 17 settembre 2004 | LONEOS                      |
| 154930 -            | 2004 TJ1                 | 4 ottobre 2004    | Tucker, R. A.               |
| 154931 -            | 2004 TQ1                 | 2 ottobre 2004    | Needville                   |
| 154932 Sviderskiene | 2004 TB21                | 12 ottobre 2004   | Cernis, K., Zdanavicius, J. |
| 154933 -            | 2004 TP23                | 4 ottobre 2004    | Spacewatch                  |
| 154934 -            | 2004 TO29                | 4 ottobre 2004    | Spacewatch                  |
| 154935 -            | 2004 TF36                | 4 ottobre 2004    | LONEOS                      |
| 154936 -            | 2004 TM38                | 4 ottobre 2004    | Spacewatch                  |
| 154937 -            | 2004 TO48                | 4 ottobre 2004    | Spacewatch                  |
| 154938 Besserman    | 2004 TX49                | 4 ottobre 2004    | Jarnac                      |
| 154939 -            | 2004 TJ53                | 4 ottobre 2004    | Spacewatch                  |
| 154940 -            | 2004 TF54                | 4 ottobre 2004    | Spacewatch                  |
| 154941 -            | 2004 TP54                | 4 ottobre 2004    | Spacewatch                  |
| 154942 -            | 2004 TH58                | 5 ottobre 2004    | Spacewatch                  |
| 154943 -            | 2004 TR60                | 5 ottobre 2004    | LONEOS                      |
| 154944 -            | 2004 TZ61                | 5 ottobre 2004    | LONEOS                      |
| 154945 -            | 2004 TM64                | 5 ottobre 2004    | Spacewatch                  |
| 154946 -            | 2004 TD65                | 5 ottobre 2004    | NEAT                        |
| 154947 -            | 2004 TH69                | 5 ottobre 2004    | LONEOS                      |
| 154948 -            | 2004 TC76                | 7 ottobre 2004    | LONEOS                      |
| 154949 -            | 2004 TF78                | 4 ottobre 2004    | LONEOS                      |
| 154950 -            | 2004 TX87                | 5 ottobre 2004    | Spacewatch                  |
| 154951 -            | 2004 TR92                | 5 ottobre 2004    | Spacewatch                  |
| 154952 -            | 2004 TX99                | 5 ottobre 2004    | Spacewatch                  |
| 154953 -            | 2004 TP106               | 7 ottobre 2004    | LINEAR                      |
| 154954 -            | 2004 TN118               | 5 ottobre 2004    | NEAT                        |
| 154955 -            | 2004 TN120               | 6 ottobre 2004    | NEAT                        |
| 154956 -            | 2004 TH125               | 7 ottobre 2004    | LINEAR                      |
| 154957 -            | 2004 TK125               | 7 ottobre 2004    | LINEAR                      |
| 154958 -            | 2004 TX135               | 8 ottobre 2004    | LONEOS                      |
| 154959 -            | 2004 TR137               | 8 ottobre 2004    | LONEOS                      |
| 154960 -            | 2004 TK186               | 7 ottobre 2004    | Spacewatch                  |
| 154961 -            | 2004 TC214               | 9 ottobre 2004    | Spacewatch                  |
| 154962 -            | 2004 TR216               | 3 ottobre 2004    | NEAT                        |
| 154963 -            | 2004 TG220               | 5 ottobre 2004    | LINEAR                      |
| 154964 -            | 2004 TB232               | 8 ottobre 2004    | Spacewatch                  |
| 154965 -            | 2004 TB238               | 9 ottobre 2004    | Spacewatch                  |
| 154966 -            | 2004 TF239               | 9 ottobre 2004    | Spacewatch                  |
| 154967 -            | 2004 TK252               | 9 ottobre 2004    | NEAT                        |
| 154968 -            | 2004 TV265               | 9 ottobre 2004    | Spacewatch                  |
| 154969 -            | 2004 TO272               | 9 ottobre 2004    | Spacewatch                  |
| 154970 -            | 2004 TB280               | 10 ottobre 2004   | Spacewatch                  |
| 154971 -            | 2004 TL282               | 7 ottobre 2004    | LINEAR                      |
| 154972 -            | 2004 TS343               | 14 ottobre 2004   | Spacewatch                  |
| 154973 -            | 2004 TC344               | 15 ottobre 2004   | Spacewatch                  |
| 154974 -            | 2004 TA345               | 15 ottobre 2004   | Spacewatch                  |
| 154975 -            | 2004 TM359               | 9 ottobre 2004    | Spacewatch                  |
| 154976 -            | 2004 UA1                 | 19 ottobre 2004   | Hormersdorf                 |
| 154977 -            | 2004 UG1                 | 20 ottobre 2004   | LINEAR                      |
| 154978 -            | 2004 UN3                 | 19 ottobre 2004   | LINEAR                      |
| 154979 -            | 2004 UG6                 | 20 ottobre 2004   | LINEAR                      |
| 154980 -            | 2004 UN7                 | 21 ottobre 2004   | LINEAR                      |
| 154981 -            | 2004 VC4                 | 3 novembre 2004   | Spacewatch                  |
| 154982 -            | 2004 VA28                | 5 novembre 2004   | CINEOS                      |
| 154983 -            | 2004 VL32                | 3 novembre 2004   | Spacewatch                  |
| 154984 -            | 2004 VP46                | 4 novembre 2004   | Spacewatch                  |
| 154985 -            | 2004 VZ51                | 4 novembre 2004   | CSS                         |
| 154986 -            | 2004 VR66                | 4 novembre 2004   | CSS                         |
| 154987 -            | 2004 WJ4                 | 17 novembre 2004  | CINEOS                      |
| 154988 -            | 2004 XN35                | 12 dicembre 2004  | CSS                         |
| 154989 -            | 2005 AG4                 | 6 gennaio 2005    | CSS                         |
| 154990 -            | 2005 AA66                | 13 gennaio 2005   | Spacewatch                  |
| 154991 Vinciguerra  | 2005 BX26                | 17 gennaio 2005   | Boattini, A., Scholl, H.    |
| 154992 -            | 2005 CV68                | 4 febbraio 2005   | LONEOS                      |
| 154993 -            | 2005 EA94                | 8 marzo 2005      | LINEAR                      |
| 154994 -            | 2005 EW291               | 10 marzo 2005     | CSS                         |
| 154995 -            | 2005 MD41                | 30 giugno 2005    | NEAT                        |
| 154996 -            | 2005 MY42                | 29 giugno 2005    | NEAT                        |
| 154997 Marstream    | 2005 NF1                 | 2 luglio 2005     | Herald, D.                  |
| 154998 -            | 2005 NN1                 | 1 luglio 2005     | CSS                         |
| 154999 -            | 2005 NV28                | 5 luglio 2005     | NEAT                        |
| 155000 -            | 2005 NJ29                | 7 luglio 2005     | LINEAR                      |